# Galaxy 14
Galaxy 14 è un satellite per le telecomunicazioni e la trasmissione della televisione digitale sviluppato dalla Orbital Science Corporation (OSC) per la PanAmSatCorporation.
È stato lanciato il 14 agosto 2005 alle 5:28 locali dal Cosmodromo di Baikonur per mezzo di un razzo Sojuz. Il lancio è stato effettuato dalla società Starsem, una società mista Russo-Europea. Il satellite doveva essere lanciato il giorno precedente, ma per problemi di trasmissione dati il conto alla rovescia venne arrestato trenta secondi prima della partenza.
Ha una massa di 2086 chilogrammi, una vita utile stimata di 15 anni ed è stato posizionato in orbita geostazionaria sul continente nord americano per fornire servizi internet, trasmissioni di televisioni commerciali in formato digitale anche ad alta definizione ed in generale per fornire servizi innovativi nel campo delle telecomunicazioni.